# The United States of America
The United States of America byla americká hudební skupina, náležející k první generaci undergroundu. Založili ji roku 1967 v Los Angeles skladatel Joseph Byrd a textařka a zpěvačka Dorothy Moskowitzová. Oba vycházeli ze znalosti moderní artificiální hudby, kterou propojovali s postupy experimentálního rocku a psychedelického rocku. The United States of America nahradili kytary zvukem syntezátorů, patřili k průkopníkům využívání elektroniky včetně hlasového modulátoru v populární hudbě, v jejich obsazení byly také elektrické housle a cemballo. Skupina se vyznačovala také společenskokritickým obsahem svých textů: Byrd byl členem Komunistické strany USA a ve shodě s ironickým názvem skupiny pranýřoval americký způsob života založený na konzumu.
Skupina absolvovala v atmosféře vrcholícího hnutí hippies turné po USA, na kterém její hudební vystoupení přerůstala v provokativní happeningy. Na počátku roku 1968 vydali The United States of America své jediné eponymní album a krátce poté se skupina rozpadla. Joe Byrd se přeorientoval na skládání filmové hudby, přednášel také muzikologii na Kalifornské státní univerzitě. Dorothy Moskowitzová se stala zpěvačkou ve skupině Country Joe McDonalda. Navzdory své krátké existenci a mizivému komerčnímu ohlasu The United States of America výrazně ovlivnili další vývoj avantgardního a politicky angažovaného rocku.